# 阿爾傑縣
阿爾傑县（英語：Alger County）是美国密西根上半島中部的一個縣，北臨苏必利尔湖，面積13,077平方公里（但其中10,700平方公里為水面面積）。根據2020年美國人口普查，本縣共有人口8,842人。本縣縣治為繆尼辛。

## 歷史

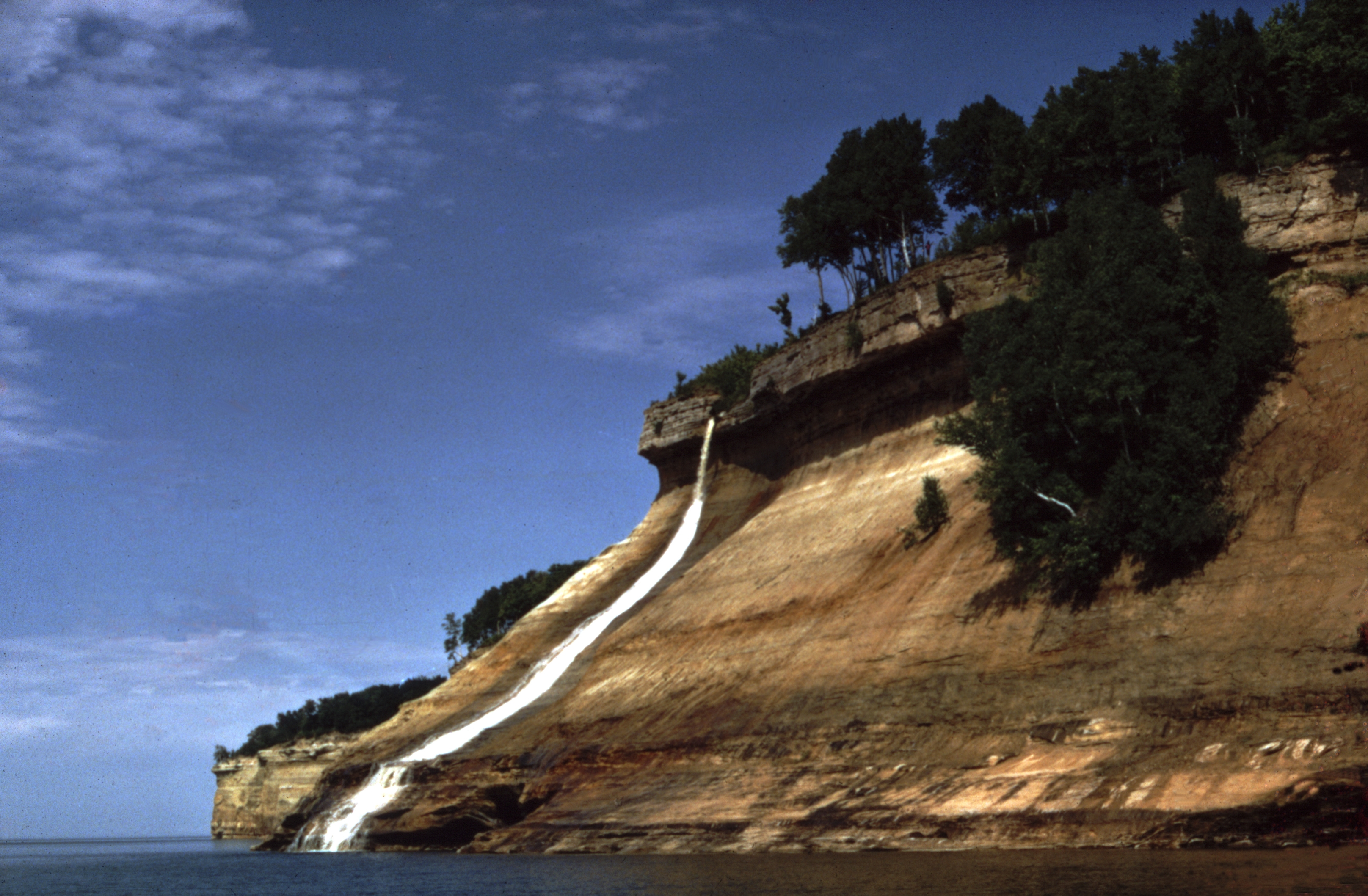
注入蘇必略湖的新娘面紗瀑布

阿爾傑縣是於1885年3月17日自斯庫克拉夫特縣獨立的，其縣名紀念曾任州長與聯邦參議員的羅素·亞歷山大·阿爾傑。

## 地理
根據2000年人口普查，阿爾傑縣的總面積為5,049.08平方英里（13,077.1平方），其中有917.83平方英里（2,377.2平方），即18.18%為陸地；4,131.25平方英里（10,699.9平方），即81.82%為水域。本縣既是密西根州面積第二大的縣份，亦是美國面積第61大的縣份。

### 毗鄰縣
- 密西根州 盧斯縣：東方
- 密歇根州 斯庫克拉夫特縣：東南方
- 密歇根州 德爾塔縣：南方
- 密歇根州 馬凱特縣：西方
- 安大略省 雷灣區：北方

### 國家保護區
- 格蘭德島國家遊樂區（英语：Grand Island National Recreation Area）
- 海厄瓦萨国家森林（部分）
- 彩岩國家湖濱區（英语：Pictured Rocks National Lakeshore）

## 人口
根據2000年人口普查，阿爾傑縣擁有9,862居民、3,785住戶和2,585家庭。其人口密度為每平方英里11居民（每平方公里4居民）。本縣擁有5,964間房屋单位，其密度為每平方英里6間（每平方公里3間）。而人口是由87.81%白人、6.11%非裔、3.3%原住民、0.32%亞裔、0.04%太平洋岛民、0.39%其他種族和2.03%混血构成。而西裔或拉美裔佔了人口1%。在87.81%白人中，有14.9為芬蘭裔、11.7%為德裔、9.5%為法裔、7.5%為波蘭裔、6.1%為英裔、5.9%為愛爾蘭裔、5.7%為法裔加拿大人以及5.1%為瑞典裔。95.5%人口的母語為英语、2.1%為芬兰语以及1.7%為西班牙语。
在3,785住户中，有27%擁有一個或以上的兒童（18歲以下）、57%為夫妻、7.6%為單親家庭、31.7%為非家庭、26.8%為獨居、12.6%住戶有同居長者。平均每戶有2.35人，而平均每個家庭則有2.83人。在9,862居民中，有20.5%為18歲以下、7.3%為18至24歲、28.7%為25至44歲、26.3%為45至64歲以及17.2%為65歲以上。人口的年齡中位數為41歲，女子對男子的性別比為100：116.6。成年人的性別比則為100：120.6。
本县的住戶收入中位數為$35,892，而家庭收入中位數則為$42,017。男性的收入中位數為$37,681，而女性的收入中位數則為$24,492，人均收入為$18,210。約7.2%家庭和10.3%人口在貧窮線以下，包括12.7%兒童（18歲以下）及8.1%長者（65歲以上）。

## 外部連結
- Alger County Online （页面存档备份，存于）
- Munising Area Partnership for Development, Inc.
- National Association of Counties - Alger County, MI
- Alger County Sheriff's Office
- US Coast Guard Auxiliary Flotilla 26-12 （页面存档备份，存于）
- . Clarke Historical Library, Central Michigan University.   [2013-05-18]. （原始内容存档于2019-07-13）.